# T-2CCV (航空機)
T-2CCV
岐阜かかみがはら航空宇宙博物館に展示されているT-2CCV
- 用途：CCV研究機
- 分類：実験用航空機
- 設計者：技術研究本部
- 製造者：三菱重工業
- 初飛行：1983年8月9日
- 生産数：1機
- 退役：1986年3月（試験終了）
- 運用状況：退役
- ユニットコスト：改造費約60億円[1]
- 原型機：T-2

T-2CCVは、防衛庁技術研究本部が1978年（昭和53年）から1985年（昭和60年）にかけて、CCV技術を得るためT-2練習機をベースに開発した実験用航空機である。三菱重工業が主契約者として設計・製造を担当した。

## 開発経緯

### 背景
1970年代、欧米ではCCV（Control Configured Vehicle）に関する技術が発展し、機械式ではないフライ・バイ・ワイヤ（FBW）による実用機として、F-16の試作機が1974年2月に初飛行に成功した。1978年10月には初のデジタルFBW実用機であるF-18が初飛行。ヨーロッパでも同じ頃、CCV設計を取り入れたミラージュ2000が現れた。これまでの航空機は、空力、構造、エンジンの3要素から形状を選び、それを動かす操縦装置はその後に設計してきたが、3要素とともに操縦装置の機能・性能を最初から考慮して形状を選んで設計するものがCCVであり、これにより飛行機の安定性と運動性を同時に高めることができる。当時、日本では超音速の訓練機T-2や同機をベースにした戦闘機F-1などを開発したところであり、それぞれロッド・ワイヤーや油圧式アクチュエータによる機力操縦システムを採用しており、高度な制御技術は持っていなかった。
日本においても1970年代から高度な制御技術の開発を進め、1977年にP2Vをベースにした可変特性研究機（VSA）の飛行試験が実施した。ただし、これは一重アナログFBW方式で、後述のDLC/DSCモードを備えていたが、主として可変特性（操縦性や安定性を任意に変化させることを可能にするもの）の研究が目的で、本格的なCCV研究機ではなかった。

### 開発
そこで、デジタルFBWシステムとCCVに関する制御・設計技術を確立するとともに、CCV技術が航空機の運動性に与える影響を評価するため、1978年度からT-2練習機 試作3号機（29-5103）をベースにT-2 CCV研究機の開発を開始した。まず、1978年度にはCCVの研究に必要な技術要素、T-2をベースに求められる機体改造の検討などの調査研究が実施された。また、1/18スケール模型でカナード特性などの風洞試験が行われた。1979-1980年度には初めての開発となるデジタルFBWコンピュータや制御則の設計を実施。同時に圧力分布、水平カナードのフリーフロートやエアインテーク、フラッターなどの風洞実験が行われ、設計に反映された。1980-1981年度にはアクチュエータやFBWの切替機構など、各種パーツを含めた細部設計が行われ、1980-1982年度に本体の改造に必要な構成部品やカナードの製造が行われた。詳細設計の完了後、1981年度にはテストリグの作成、それを使用したソフト・ハードの適合・作動の確認を実施した。
機体の設計・製作と並行して、FBW/CCVシステムに関連する様々な試験が以下の通り、実施された。フライトシミュレーション試験は、模擬視界装置を備えたシミュレーターを用いて行われた。パイロットの操縦に対するコンピュータの反応や飛行特性を評価し、制御則が作られていった。実機の製作前にテスト用リグを用いて、想定通りに作動・適合するかを確認するリグ試験が行われた。テストリグは、鉄骨フレームにセンサーや配管、アクチュエータなどを設置し、実機を再現している。それに操縦装置や模擬視界装置を組み合わせた仮想コックピットを作り、CCVコントローラーやデータ処理装置などを加え、実際の部品の動作状況を確認した。これは仮想シミュレータとしても使用され、FBW飛行の検討やパイロットの訓練、実機の不具合発生時のシミュレータ等に使われた。ダイナミックモックアップ試験では、T-2の前胴供試体にFBWシステムの電子機器類を搭載して、FBWシステムの実装、適合性などを確認した。
1981年度には必要な部品の製造や試験がほぼ終わり、1982年度にT-2練習機 試作3号機を分解してCCV研究機に改造された。1983年4月8日にロールアウトし、全機地上機能試験などを実施した後、同年8月9日にカナード翼無しの状態で初飛行した。その後、10月14日にカナード翼を付けた状態で初飛行。1984年3月26日に防衛庁に納入された。1984年度にはカナード無し、1985年度にはカナードありの状態で防衛庁において飛行試験が行われ、1986年3月に試験が終了した。その後、CCV機能は残したまま、試験機器やセンサーの撤去など原型復帰改修を行い、1987年2月2日に航空自衛隊航空実験団に返却された。テストパイロット教育で使われなくなってからは、技術的価値が高いことから航空自衛隊の保存指定航空機に選定された。2014年からは岐阜かかみがはら航空宇宙博物館で展示されている。

## 特徴

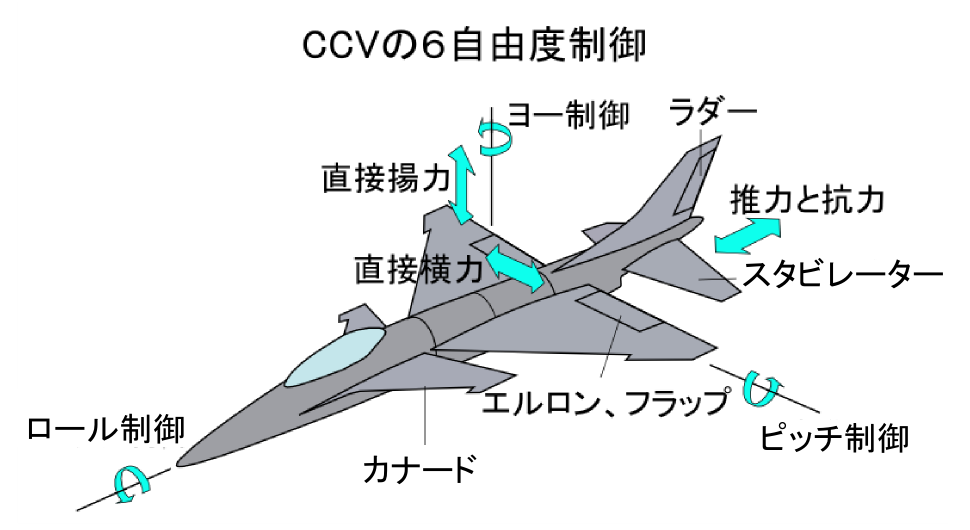
一般的なCCVの構造と6自由度制御

T-2CCVは、ベース機のT-2に三重の冗長性を持つFBWシステムを備えるとともに、各種のCCV制御モードを実現するために必要な改造を加えた研究機である。

### 制御モード
以下の5つの制御モードが組み込まれている。
- CA（操縦性最適化）- 速度や高度などの飛行条件が変わっても、舵の重さや効きが一定とすることで、パイロットの望む操舵応答を可能とするモード。パイロットの仕事量の減少につながる。
- RSS（静安定自動補償）- 空力的に機体を不安定にし、舵面の自動制御により安定させるモード。尾翼面積と抵抗の減少につながる[注 1]。水平カナードの追加により揚力中心を前方に移動させた。
- MLC（旋回性向上） - 飛行状態に応じて前後縁のフラップ等を最適位置に自動制御することで、旋回時の抵抗を減らし、旋回性能を向上させるモード。
- DLC（直接揚力制御） - 後縁フラップとスタビレーターの操作により、縦方向の機体姿勢と飛行経路を独立して制御するモード。姿勢や速度を変更せずに揚力の発生量を直接制御する。引き起こし、上下首振り、上下遷移の3モードがある。
- DSC（直接横力制御） - 垂直カナードや方向舵、フラッペロンの操作により、横方向の機体姿勢と飛行経路を独立して制御するモード。平面旋回、左右首振り、左右遷移モードがある。

DLCやDSCの使用により、機体姿勢を変えずに高度や進行方向を変えたり、進行方向を変えずに機首の向きだけを変えることもできるようになり、戦闘機としての運動性が向上する。

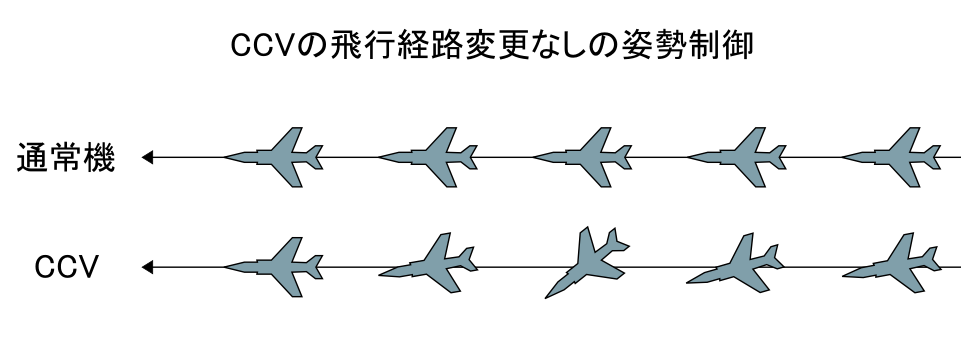
CCVの飛行経路変更なしの姿勢制御
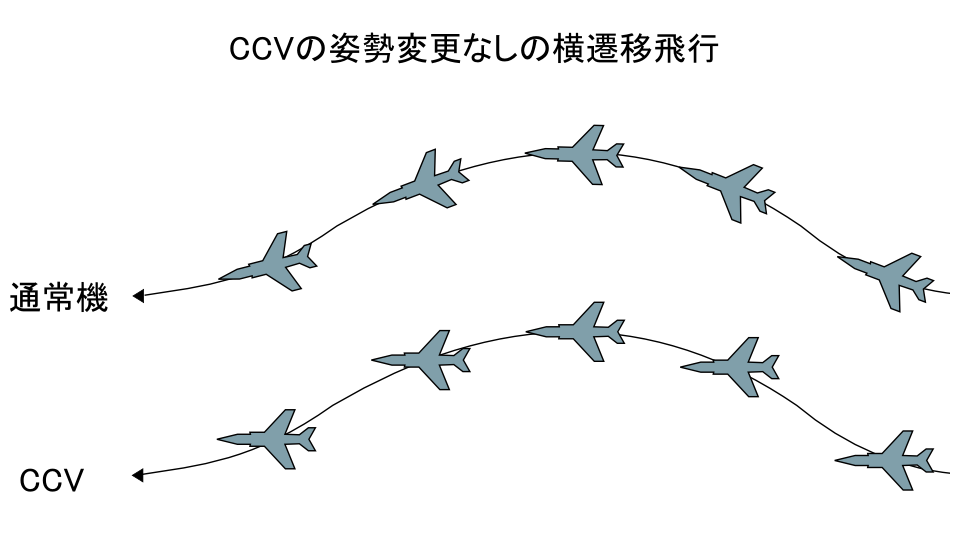
CCVの姿勢変更なしの横遷移飛行
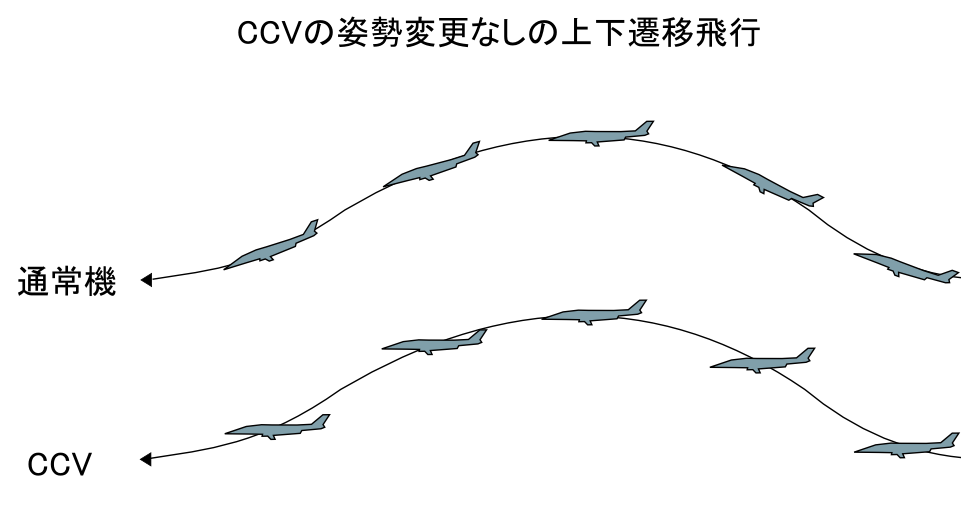
CCVの姿勢変更なしの上下遷移飛行

### 機体
前述の制御モードを実現するためにベースの機体から次の変更が行われた。

#### 操縦翼面

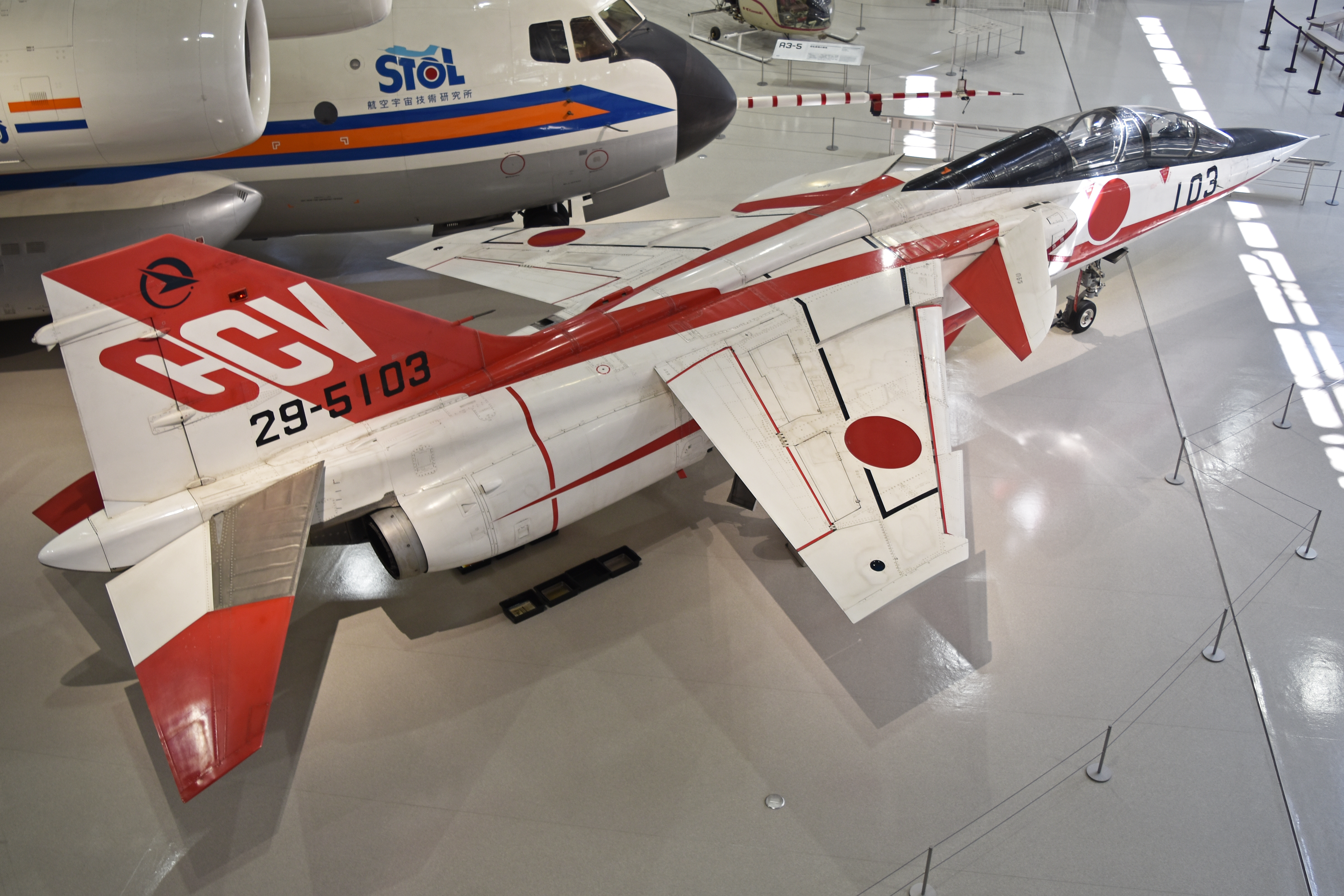
上部からの写真

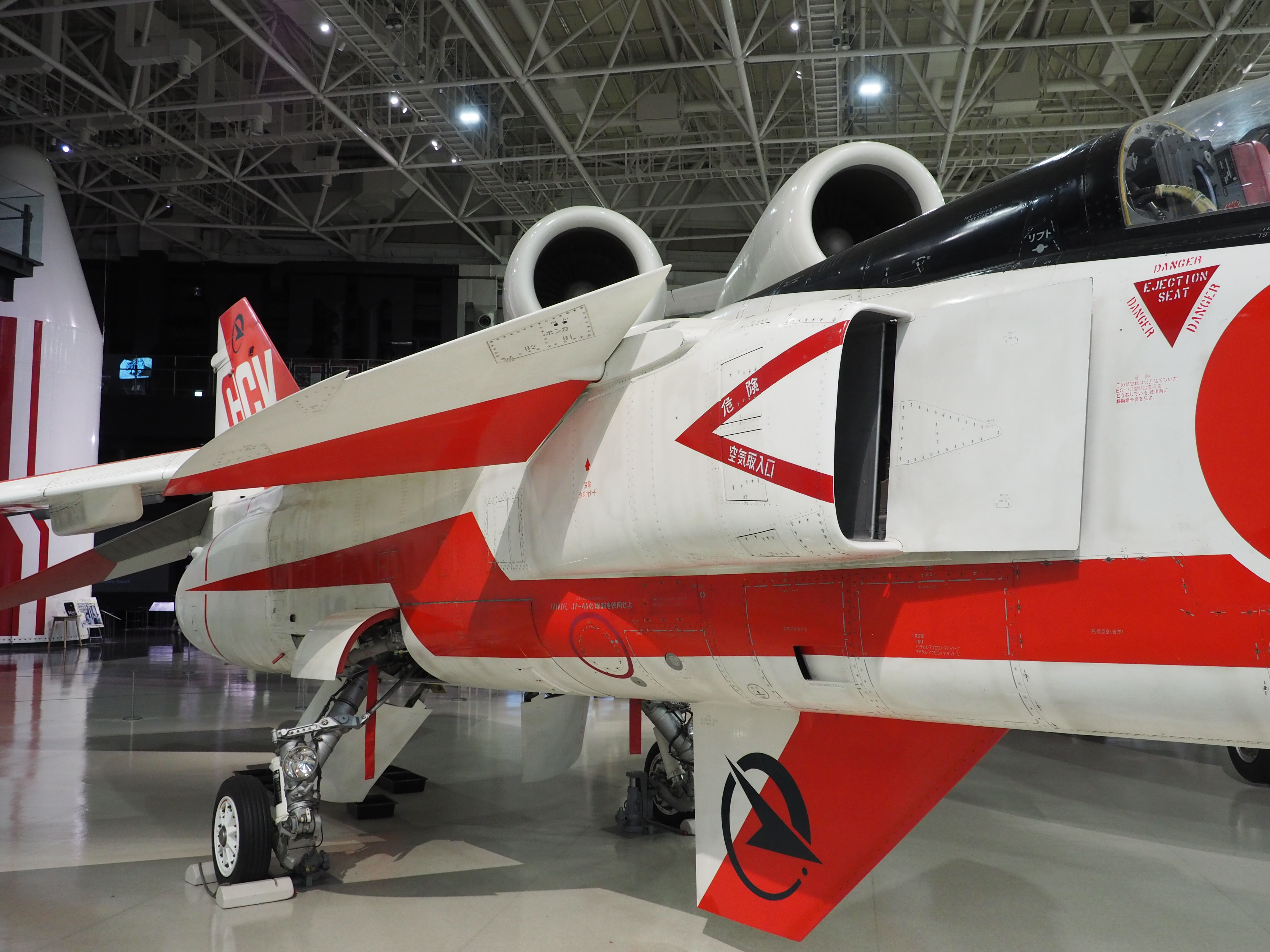
水平・垂直カナード

- 水平・垂直カナードの追加。カナード翼をCFRP製に変更[注 2][15]。
- 垂直カナードとの空力干渉を避けるため、胴体下面のベントラルフィンを除去[16]。
- 後縁フラップにフラッペロンの機能を持たせるとともに、スロッテッド・フラップ形式から単純フラップ形式に変更[17]。
- スポイラーの形状変更。
- その他、CCV機動に対応するため、各構造要素の強化[16]やアクチュエータの追加など。

#### FBWシステム
- 3基のCCVコントローラー（コンピューター）の追加[18]。
- 3軸周りの角速度・加速度検知センサーの追加[19]。
- パイロットの入力を管理するスティック/ペダルフォース・センサーなどの追加[19]。

本機のデジタルFBWは、3重の冗長度と自己チェック機能を備え、コンピュータが1-2台壊れても機能するように設計されている。また、コンピュータ以外にもセンサーやスイッチ入力も多重化とともに故障検出機能を備えている。それらの検出結果を受けて、システムの動作状況を確認する動作状況管理機能が設けられている。その他、避雷、電磁干渉、環境条件の変化などの外部要因による誤作動や故障が起きないよう設計され、各種試験も行われた。
点検の時間短縮及び確実性の保証のため、CCVコントローラー及びシステム・インターフェース・ユニットのソフトウェアにプリフライトBIT（自己チェック）を自動あるいは半自動で行える機能が実装されている。整備員が行う飛行前点検では、半自動を含めた通常点検で、離陸直前にパイロットが行うプリタクシ点検では自動でチェックするモードを使用する。

#### 機力操縦システム
FBWシステムが新設されたが、安全確保のため、既存のマニュアル操縦装置（MBU）はバックアップとして使用できるよう、FBW/MBU切替機構と多重信号アクチュエータ入力のミキシング機構が設けられた。FBWシステムを使用する際、従来のマニュアル操縦で使用する各舵の駆動用サーボアクチュエータを、マニュアル時の機械的接続の代わりにFBW用の多重信号アクチュエータで動かす仕組みになっており、大幅な改造をせずに2系統を共存させている。FBW専用のアクチュエータを開発した方が効率は良いが、従来系統のアクチュエータを残しつつ、新たに搭載するのは空間的な余裕もなく、開発期間やコストを検討した結果、見送られた。また、FBWシステムに不具合が発生した際はMBUに自動で切り替わるようになっている。

#### その他
油圧駆動の舵面が増えたので一部の油圧ポンプを吐出量が向上したタイプに換装。電子機器の冷却用に冷却タービンの能力向上や空調系統の制御システムを変更。機体内部にFBW関係等の機器を搭載するため、燃料タンクの形状を変更。コクピットにはCCV用のレバーやボタン、モニターなどの他、HUDなど各種機器が追加された。飛行試験用の計測機材が後部座席に搭載された。

## 飛行試験

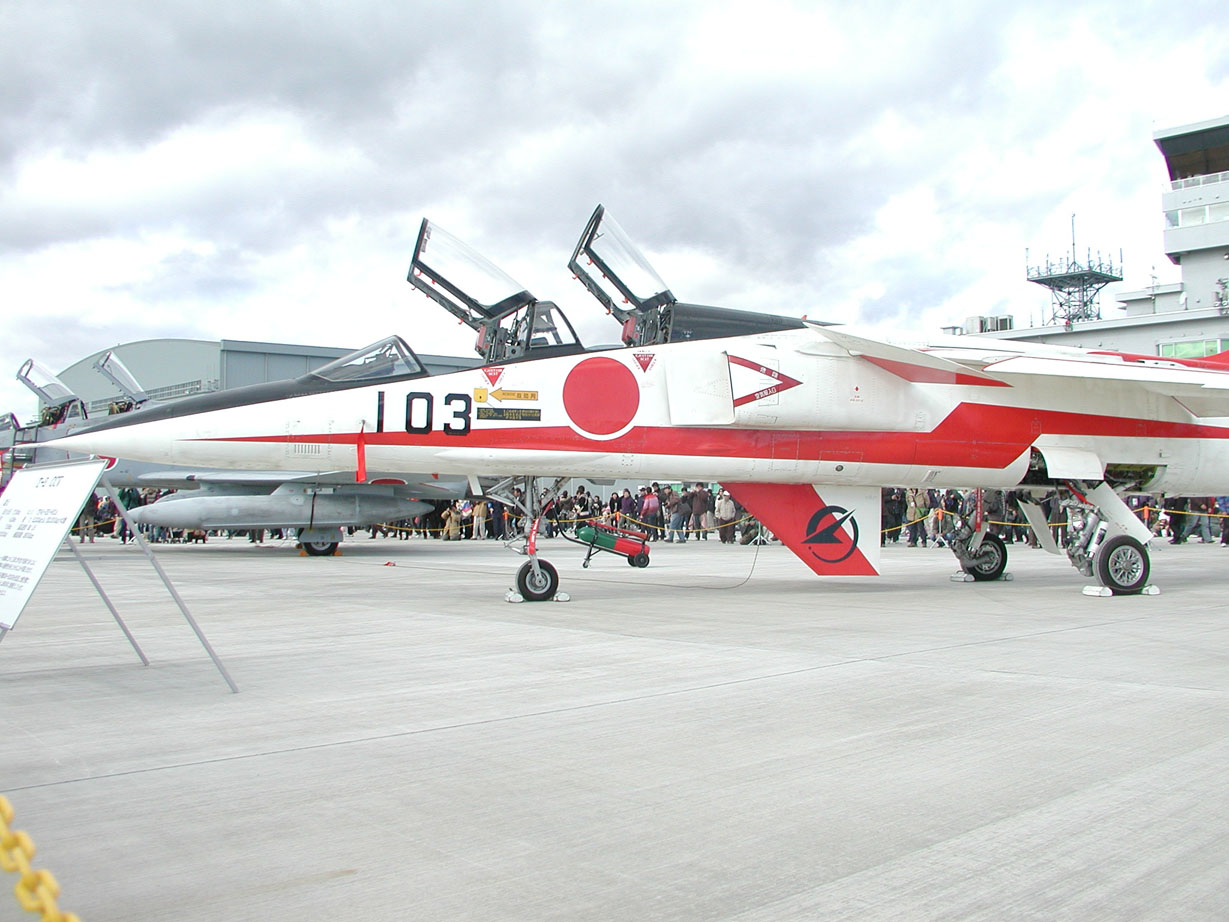
T-2CCV

1984年3月26日から1985年3月20日にかけて、技術研究本部と航空実験団により138回、飛行試験が行われた。4つのフェーズに分けられ、以下の内容の試験が行われた。
- フェーズ1（22回）：カナード無し状態での飛行試験を行った。CCVを使用しない状態でのFBWシステムの動作や飛行可能な速度・荷重・高度などを確認した。
- フェーズ2（24回）：カナード無し状態での飛行試験を行い、CAモードの性能などを確認。
- フェーズ3（63回）：カナードを取り付け、FBWシステムの動作を確認。フラッター試験などのほか、CA、RSS、DLC、DSC、MLC各モードの性能評価を実施した。
- フェーズ4（29回）：CA、DLC、DSC、MLC各モードの運用上の有効性について評価した。

各フェーズの間、CCVシステムの検査のほか、CCV制御プログラムの更新が行われた。
飛行試験では、システム機能の確認、CCV制御モードの性能評価、CCV制御モードの運用上の有効性評価などが行われた。
CCVの各モードの飛行試験結果は以下の通り。
- CA（操縦性最適化）- 求めていた機能が実証された。ベース機よりもコントロールしやすくなった。また、失速やオーバーGなどにならないよう運動を制限する機能が有効に作動した。これにより運動能力が最大限利用できるようになる[26]。
- RSS（静安定自動補償）- 静安定余裕を水平カナードの固定、飛行条件の変化、重心の変更などで減少させ、静安定余裕を確認した。また、本モードによる静安定補償が正常に作動したことを確認した[27]。
- MLC（旋回性向上） - 本機能により、高度25,000フィート、マッハ0.7の状態で最大定常旋回率で約16%上がり、旋回性能が向上した[28]。
- DLC（直接揚力制御）・DSC（直接横力制御） - 本機能により、新たな機動が実現できた。旋回中での作動や、DLC/DSCの同時操作、他モードの同時作動も実施し、想定通りの運動が達成された[29]。設定された模擬目標を追尾する評価（HUD表示）では、カナードの有無にかかわらず、大部分の飛行条件で評価基準を満たし、良好な飛行性を確認した[25]。

なお、1983年10月4日にカナードを装着後の初の飛行試験で、本計画に大きな影響を与えかねない危機があった。この時、離陸して脚を上げた直後に横風を受け、パイロットが修正操舵をしたが、過敏に反応してしまい、反対側に大きく傾き、PIO（パイロット・インデュースト・オシレーション）という大きな横揺れが生じた。ロールだけでなく、ピッチ・ヨーも合わさった運動に発展したが、パイロットは脚下げと、操縦系統を手動制御に切り替えて機体の安定を取り戻した。原因は脚上げ以降のロール操舵の効きの設定が高めであったこと、フラッペロンの割り当てられた油圧の配分が不足していたことから、舵面の応答に遅れが生じたことと判明した。この対策として、制御則の変更が行われた。

## 成果
本機の開発・飛行試験により、遅れていたデジタルFBWによる飛行制御技術を飛躍的に向上させた。当時、DLC/DSC運動のできる機体は他にアメリカにしかなく、ヨーロッパにも無かった。苦しみながら開発する中で技術者は自信を得たという。また、実用機へのCCV技術の適用について課題とともに多くの教訓を残した。
本機の成果は後のF-2戦闘機の開発に役立った。F-2の開発では、アメリカ側から飛行制御に関するソースコードの開示が拒否されたが、T-2CCVの技術者を設計チームに編入し、本機の経験や成果から独力での開発に成功している。

## 諸元
- 全長：17.85 m[35]
- 全高：4.39 m
- 全幅：7.88 m
- 重量：10.1 トン[11]

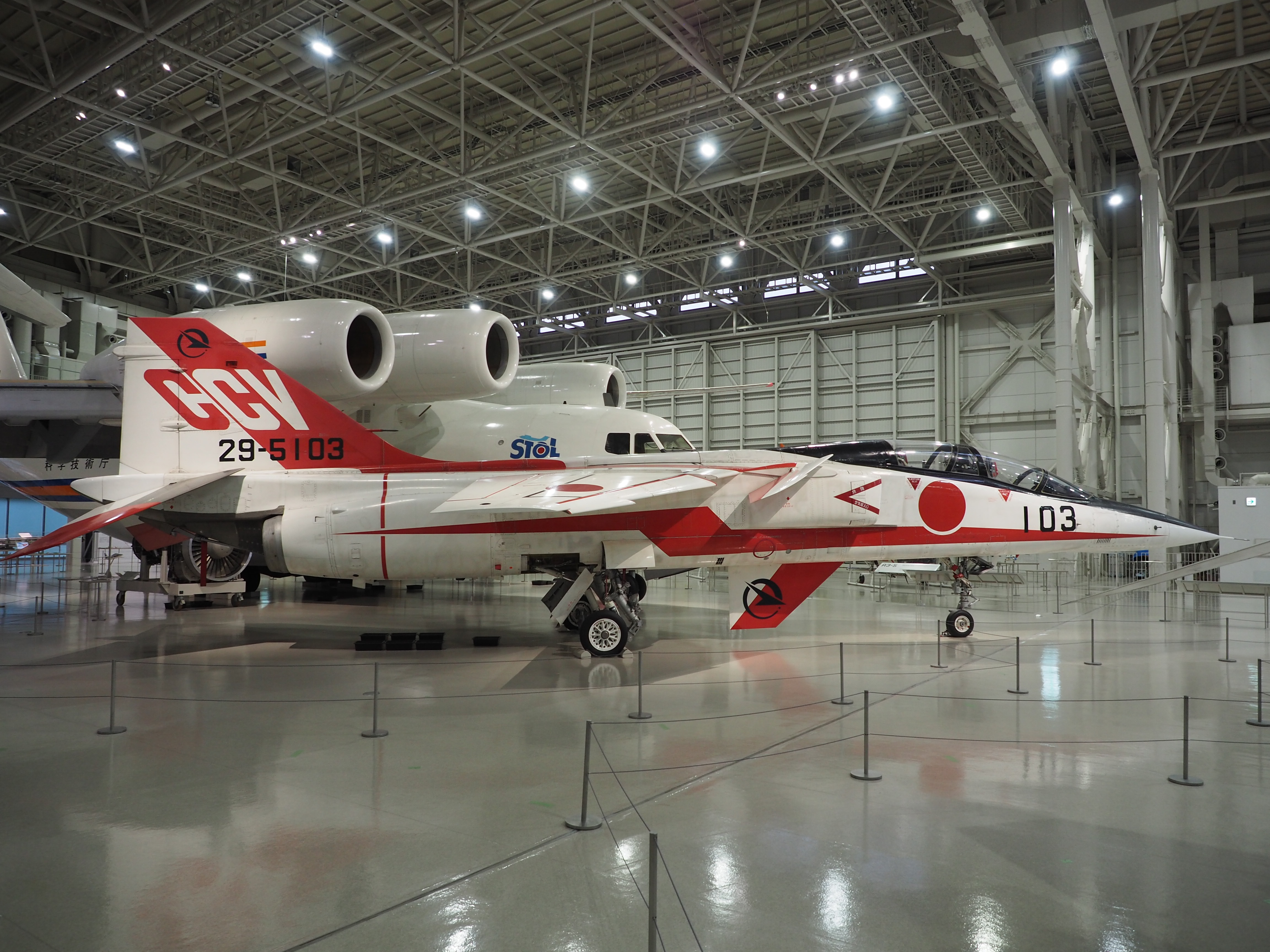
T-2CCV（側面）

- 最高速度：マッハ 1.3[5]
- 搭載エンジン：TF40-IHI-801A ×2基
- 最大推力：32.5 kN（3310 kg）×2
- 乗員数：2人（試験時：1人）